# Kerstin Förster
Kerstin Förster (Cottbus, 9 november 1965) is een Oost-Duits voormalig roeister. Ze maakte haar debuut tijdens de wereldkampioenschappen roeien 1986 met een gouden medaille in de dubbel-vier. Een jaar later prolongeerde ze deze titel. Op de Olympische Zomerspelen 1988 won Förster de olympische titel in de dubbel-vier. Haar man Olaf Förster werd tijdens de Olympische Zomerspelen 1988 kampioen in de vier-zonder-stuurman.

## Resultaten
- Wereldkampioenschappen roeien 1986 in Nottingham  in de dubbel-vier
- Wereldkampioenschappen roeien 1987 in Kopenhagen  in de dubbel-vier
- Olympische Zomerspelen 1988 in Seoel  in de dubbel-vier

1988: Kerstin Förster & Kristina Mundt & Beate Schramm & Jana Sorgers ·
1992: Sybille Schmidt  &  Birgit Peter  & Kerstin Müller & Kristina Mundt·
1996: Katrin Rutschow & Jana Sorgers & Kerstin Köppen & Kathrin Boron·
2000: Manja Kowalski & Meike Evers & Manuela Lutze  & Kerstin Kowalski ·
2004: Kathrin Boron & Meike Evers & Manuela Lutze & Kerstin Kowalski ·
2008: Tang Bin & Xi Aihua & Jin Ziwei & Zhang Yangyang ·
2012: Kateryna Tarasenko & Natalija Dovhodko & Anastasija Kozjenkova & Jana Dementjeva·
2016: Annekatrin Thiele, Carina Bär, Julia Lier, Lisa Schmidla ·
2020: Chen Yunxia & Zhang Ling & Lü Yang & Cui Xiaotong ·
2024: Lauren Henry & Hannah Scott & Lola Anderson & Georgina Brayshaw
- Gemeinsame Normdatei: 130275662
- Virtual International Authority File: 3575915
- WorldCat: E39PBJjdhXWVwrRYYY6RkcDpfq